# Гениш, Вальтер Конрадович
Ва́льтер Ко́нрадович Ге́ниш (нем. Walter Haenisch; 11 декабря 1906, Дортмунд — 16 июня 1938, Бутовский полигон) — немецкий литературовед, специалист по английской литературе, коммунист и теоретик марксизма.

## Биография
Вальтер Гениш родился в семье главного редактора издания дортмундских социал-демократов Конрада Гениша и его супруги Вильгельмины, урождённой Бёллинг. До 1914 года Конрад Гениш являлся представителем левого крыла СДПГ, ещё в гимназийские годы порвав со своей буржуазно-консервативной семьёй. В родительском доме Вальтер Гениш познакомился с Розой Люксембург, Карлом Либкнехтом, Францем Мерингом, Карлом Каутским и другими руководителями левого крыла Социал-демократической партии Германии. В 1914 году Конрад Гениш вместе со своими товарищами по партии Генрихом Куновом и Паулем Леншем, а также русским революционером Александром Парвусом основали так называемую группу Ленша-Кунова-Гениша. Они считали, что поддержка большинством членов СДПГ военных кредитов и их выступление за военную победу Германии над старыми империями в России, Англии и Франции в соответствии с идеями марксизма станут искрой для пролетарской революции в Европе. Конрад Гениш окончательно порвал с левыми социал-демократами, и в годы войны в родительском доме Вальтер Гениш уже знакомился с представителями правого крыла СДПГ — Фридрихом Эбертом, Филиппом Шейдеманом, Отто Вельсом. Отец Вальтера сделал карьеру в годы Веймарской республики, служил министром Пруссии по делам культов в 1919—1921 годах, в 1922—1925 годах возглавлял правительство Висбадена и прилагал значительные усилия для примирения Германии с Францией. К концу жизни Конрад Гениш, осознававший угрозы республике слева и справа, стал одним из основателей Рейхсбаннера. В 1922 году Вальтер Гениш вступил в организацию социалистической рабочей молодёжи, но в 1924 году был исключён за «оппозиционную деятельность».
После внезапной смерти отца в 1925 году Вальтер Гениш получил аттестат зрелости в легендарной школе имени Карла Маркса в Нойкёльне, затем изучал германистику и англистику в Берлинском, Гёттингенском и Франкфуртском университетах, а также в Ридинге и во Франции. В 1931 году Гениш был вынужден прервать учёбу из-за нехватки средств. В Англии Гениш изучал сочинения Карла Маркса и Фридриха Энгельса, как и сам Маркс, ознакомился с источниками марксизма в Британской библиотеке.
В эти годы Гениш постепенно сблизился с коммунистами. В 1927 году вступил в Гёттингене в организацию Красной помощи Германии и Антиимпериалистическую лигу. В январе 1931 года вступил в КПГ и вплоть до своего отъезда в Россию в начале 1932 года входил в партийное руководство в берлинском районе Штеглиц, сотрудничал с несколькими коммунистическими изданиями.
В начале 1932 года Вальтер Гениш вместе с супругой Габриэлой, также убеждённой коммунисткой, выехал в Москву, где они были приняты на работу в Институт марксизма-ленинизма при ЦК КПСС. Гениш работал над популярным изданием «Капитала» Карла Маркса, его биографией и сочинением о Первом интернационале. За не соответствующие линии партии взгляды на историю Первого интернационала Гениш подвергся критике со стороны партийной организации Института и 15 апреля 1935 года был уволен с работы в связи с «ограниченной трудоспособностью». С сентября по декабрь 1935 года Вальтер Гениш работал в редакции газеты Das Neue Dorf, выпускавшейся в Харькове на немецком языке, и написал несколько статей на немецком языке для московского издания Internationale Literatur.
Некоторое время по примеру своего друга Эриха Вайнерта Гениш подумывал записаться добровольцем на Гражданскую войну в Испании, но отказался от этой идеи из-за семьи. В 1936—1937 годах Гениш написал два получивших известность эссе о Марксе и Гейне для Internationale Literatur, в 1937 году даже появились планы снять фильм о Генрихе Гейне, для чего в Москву из Вены прибыл сценарист и театральный режиссёр Хайнц Гольдберг. В начале 1938 года Гениш получил должность редактора газеты на немецком языке Deutsche Zentral-Zeitung, главного органа печати Коминтерна. 11 марта 1938 года Вальтер Гениш был арестован в своей квартире.
Эссе о британском поэте Перси Шелли, которое было опубликовано незадолго до ареста Гениша в эмигрантском издании Das Wort, получило известность и обсуждалось Бертольтом Брехтом и Вальтером Беньямином во время их встречи в датском Свендборге в июне 1938 года. 17 мая 1938 года Вальтер Гениш был приговорён к смерти по обвинению в шпионаже. 16 июня 1938 года приговор был приведён в исполнение, Гениш был расстрелян на Бутовском полигоне и похоронен в общей могиле.
Сын Вальтера Гениша Александр, родившийся в 1932 году в Москве, умер в 1942 году от менингита в Фергане, куда семья Гениша вместе с другими немецкими эмигрантами была отправлена после начала Великой Отечественной войны.